# Tomomi Kasai
Kasai Tomomi (河西智美) (Tóquio, 16 de novembro de 1991) é uma cantora japonesa. Ela fazia parte do grupo Akihabara48 's' Team B ', e um dos membros do subgrupo do ICE AKB48.
Recentemente, Tomomi foi transferido para a empresa de produção HoriPro, em que joga para a equipa de futsal Xanadu ama NHC. Tomomi é o número 48, da AKB48.
Team: B (Formada Team K)
Nome: Kasai Tomomi (河西智美)
Nickname: Tomo (とも), Tomo~mi (とも〜み),
Tomo~mi-chan (とも～みちゃん)
Data de nascimento: 16 de Novembro de 1991
Cidade natal: Tokyo, Japão
Altura: 153cm
Agência: Hori Pro